# 宫刑
宫刑，又称閹刑、腐刑、阴刑、胥靡之刑、椓刑、剢或宫，中国古代的一种刑罚，受刑者会丧失性能力和生殖能力。

## 簡介
宫，即“丈夫割其势，女子闭於宫”。
男性的宮刑是施以閹割，割除破坏阴囊和睪丸。漢代宦官人俑皆去除睾丸而沒有切除陰莖，亞洲一帶有畜牧基礎能力的民族皆有此能力。而切除陰莖因切斷六條動脈，則需要外科手術技術，並沒有資料顯示清朝以前中國有此技術。对男性施宫刑以后，因为伤口容易腐烂，通常在密不透风的“蚕室”中待百日，以保全性命。唐颜师古解释蚕室，说：“凡养蚕者欲其温早成，故为蚕室，畜火以置之。而新腐刑亦有中风之患，须入密室，乃得以全，因呼为蚕室耳。”意思是人在受宫刑后，因伤口易感染中风致命，如要活命就要待在似蚕室般的密室内，在不见风与阳光的环境裡蹲上百日以上，伤口才能不被感染而逐渐癒合。最後，男人就像女人一樣，生理依然是男性，但內分泌導致行為趨向女性；因為睪丸被切除，無法製造男性荷爾蒙，而本來就有在分泌的女性荷爾蒙則成為該受刑人的主要荷爾蒙。
女性的宫刑稱為幽闭，具体方法上目前无一致说法。有说是监禁，也有说用木棍敲击女性腹部以造成子宫下垂而消除生育能力的。
宮刑於何時出現已是遠不可稽，一般相傳在遠古的夏禹以前已出現，最初是用来惩罚男女之间不正当的性关系。《尚書》中提到宮刑，為五刑中僅次於大辟（斬首）的刑罰。後来宮刑应用的范围越来越广泛，至西周時已不限於風化案件。到了戰國時，孟氏之子勸秦王以仁義治國，即被秦王處以宮刑。
漢文帝時曾一度廢除宮刑及其他肉刑；但至漢景帝時恢復，並規定某些死刑可以用宮刑代替。漢武帝時宮刑十分普遍，大臣往往因言得咎，而受此刑。自東漢開始，宮刑被用於處置謀反者的未成年家屬，算是對他們的一種赦免。至隋文帝時，宮刑被廢止於刑律之外，之後各代的刑律中亦再沒有見到宮刑，直至明朝。例如《大清律例》規定，從事革命者的子孫，不分有無參與，「無論已未成丁，均解交內務府閹割」，剝奪其生殖能力。

## 相关词汇
- 下蚕室：受宫刑。因为古人相信受宫刑之后，疮口若经风吹便会感染导致“破伤风”，在受刑时及受刑后的一段时间，受刑人必须待在如“蚕室”（养蚕的屋子）一般温暖而不透风的地方。[4]
- 刀锯之余：受宫刑之后的人

## 著名受刑人
- 申培
- 司馬遷
- 張賀
- 李延年
- 高力士
- 張尚禮
- 梁正之
- 許廣漢
- 耶律只没
- 鄭和
- 顏億淇

## 延伸阅读
[在维基数据编辑]
 《欽定古今圖書集成·經濟彙編·祥刑典·宮刑部》，出自陈梦雷《古今圖書集成》